# Bronisław Zapiór
Bronisław Jakub Zapiór (ur. 11 sierpnia 1908, zm. 25 czerwca 1987) – polski chemik, profesor nauk chemicznych, profesor zwyczajny Uniwersytetu Jagiellońskiego w Krakowie. W latach 1958–1960 pełnił funkcję dziekana Wydziału Matematyki, Fizyki i Chemii UJ. Był uczniem Bogdana Kamieńskiego. Przewodniczący Krakowskiego Oddziału Polskiego Towarzystwa Chemicznego w latach 1963–1964.
Spoczywa na Cmentarzu Salwatorskim, sektor SC 1, rz. 1, gr. 20.

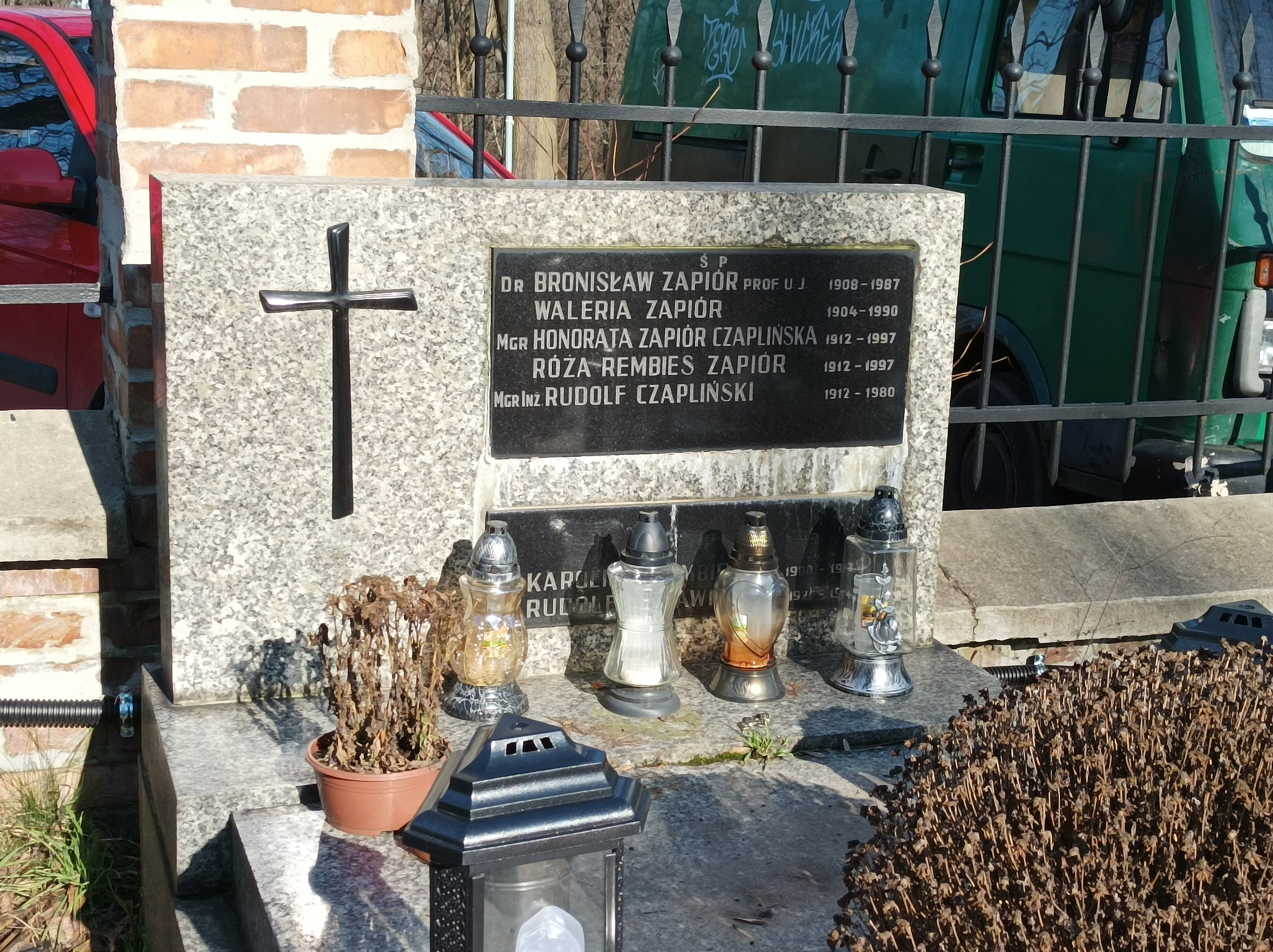
Grób prof. Bronisława Zapióra na cmentarzu Salwatorskim